# Julius Grün
Gustav Julius Grün, auch Gruen (* 7. September 1823 in Stettin, Provinz Pommern; † 8. Juni 1896 in Berlin), war ein deutscher Porträt-, Genre- und Historienmaler.

## Leben
Als Sohn eines Schneidermeisters wuchs Grün in Stettin auf. Dank eines Stipendiums der Stettiner Kaufmannschaft erhielt er eine künstlerische Ausbildung an der Berliner Kunstakademie und als Atelierschüler von Carl Joseph Begas. Für „Leistungen im Aktsaal“ erhielt er 1842 einen Preis seiner Akademie. Studienreisen führten ihn nach Antwerpen und Paris (1854/1855). 1875 bereiste er Italien.

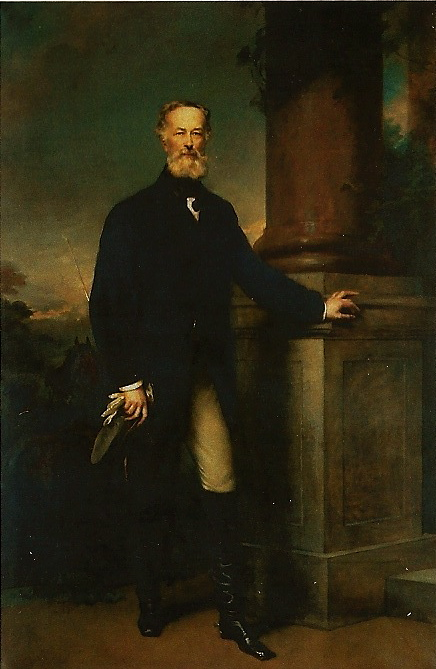
Alfred Krupp im Reitergewand, um 1880, Villa Hügel, Essen

Grün wirkte hauptsächlich als Bildnismaler. Nach Gottlieb Biermann, Paul Bülow, Fritz Hummel und Paul Spangenberg sowie neben Adolf Jebens, Otto Knigge, Anton Weber und Theodor Ziegler zählte ihn der Kunsthistoriker Adolf Rosenberg in diesem Fach zu den führenden Künstlern der Berliner Malerschule. Grün schuf Porträts von hochrangigen Persönlichkeiten der preußischen Gesellschaft, etwa der Generäle Eduard von Raven und Konstantin Bernhard von Voigts-Rhetz, der Gräfin Hedwig von Rittberg, des Königs Wilhelm I., des Kronprinzen Friedrich Wilhelm, des Predigers Gustav Adolf Schiffmann, des Gymnasialdirektors August Schönborn (1801–1857), des Chemikers Wilhelm von Hofmann sowie des Komponisten Carl Loewe, mit dem er befreundet war. Bekannt blieb er vor allem durch Bildnisse des Industriellen Alfred Krupp. Auch dessen Gemahlin Bertha, geborene Eichhoff (1831–1888), porträtierte er.
Weniger bekannt wurde er als Historien- und Genremaler. In diesen Metiers schuf er etwa das Gemälde Napoleon beim Brande Moskaus und einen Savoyardenknaben, der auch als Stich Verbreitung fand.
Grün war Mitglied des Vereins Berliner Künstler. Er beschickte die Berliner Akademie-Ausstellung regelmäßig in den Jahren 1856 bis 1892. Auf der Großen Berliner Kunstausstellung war er von 1893 bis 1897 vertreten.
Julius Grün starb am 8. Juni 1896 um 7:15 Uhr in seiner Wohnung. Er war verheiratet mit Anna Luise Emilie Neuschild.